# 崔·哈迪
詹姆斯·爱德华·“崔”·哈迪三世（英語：James Edward "Trey" Hardee III，1984年2月7日—），出生于亚拉巴马州伯明翰，美国十项全能运动员。他曾获得2012年夏季奥林匹克运动会男子十项全能银牌。